# Satin rouge
Satin rouge is een Franse-Tunesische film van Raja Amari die werd uitgebracht in 2002. 

## Verhaal
Lilia is een doodgewone en keurige veertigjarige vrouw die in Tunis woont met haar volwassen wordende dochter Salma. Ze voedt Salma alleen op want ze is al enige tijd weduwe. Salma is niet zoveel thuis zodat Lilia zich dikwijls verveelt. Bijna al haar tijd brengt ze door met schoonmaken en televisiekijken. Wanneer ze een bezoekje brengt aan haar dochters dansklas merkt ze dat Chokri, een muzikant, erg in de smaak valt van Salma. 
Op een avond volgt Lilia Chokri. Zo komt ze terecht in een cabaret waar Chokri muziek speelt. Ze ziet er buikdanseres Folla aan het werk. Lilia raakt bedwelmd door de opzwepende klanken en de sensuele sfeer van deze voor haar onbekende en gevaarlijk ogende wereld. Wanneer ze het cabaret verlaat is ze van streek en wat bang van wat ze gezien en gevoeld heeft.
De volgende avond voelt ze een onontkoombare drang om opnieuw naar het cabaret te gaan. Ze maakt er kennis met de ervaren Folla die haar onder haar vleugels neemt en inwijdt in een totaal nieuwe wereld. Lilia raakt in de ban van de én aanlokkelijke én verontrustbarende sfeer. Lilia vindt gezelschap in het cabaret en bloeit geleidelijk open. Ze ontpopt zich tot een talentrijke en succesvolle buikdanseres. Chokri voelt zich tot haar aangetrokken.

## Rolverdeling
| Acteur             | Personage                   |
| ------------------ | --------------------------- |
| Hiam Abbass        | Lilia                       |
| Maher Kamoun       | Chokri                      |
| Hend El Fahem      | Salma, de dochter van Lilia |
| Monia Hichri       | Folla                       |
| Faouzia Bads       | de buurvrouw van Lilia      |
| Abou Moez El Fazaa | de eigenaar van het cabaret |